# Piazza dell'Olio
Piazza dell'Olio è uno slargo del centro storico di Firenze, con ingresso da via de' Pecori, via de' Cerretani e dal vicolo dei Cavallari.

## Storia e descrizione
Si fa fatica oggi a percepire una "piazza" in questo punto della città, collocata tra strade ben più ampie; l'assetto urbanistico attuale si configurò tuttavia solo nel XIX secolo, con l'ampliamento tanto della via de' Cerretani (1860-1864), che di via dei Pecori (prima nel 1830, poi verso il 1895), nonché col la riconfigurazione dell'intero palazzo Arcivescovile, che qui determina l'intero lato orientale della piazza, quanto di alcuni degli edifici sull'altro lato. Ben diversa era la situazione nella Firenze medievale, dove tra vicoli e chiassi lo slargo era maggiormente percepibile, e dove rappresentava una propaggine del Mercato Vecchio, in cui si trovavano verosimilmente alcuni magazzini deputati allo stoccaggio e alla vendita dell'olio d'oliva. 
Le altre denominazioni storiche riferivano sia del fatto che la strada costeggiasse il retro del palazzo Arcivescovile (piazza dei Commissari del Vescovo, piazza del Vescovado), sia della presenza delle chiese dedicate a San Salvatore al Vescovo, tuttora esistente (piazza di San Salvatore), e a San Ruffillo (in angolo col vicolo dei Cavallari, lato meridionale). Prima che quest'ultima chiesa venisse demolita, qui si riunì la Compagnia di Sant'Anna dei Palafrenieri, detta "dei Cavallari", a cui è associato il nome della piazza dei Cavallari.
Anticamente il lato meridionale di piazza dell'Olio, sebbene pertinente a via della Vacca (dal nome di un'osteria, oggi via dei Pecori) era poi caratterizzato dalla porta del Ghetto Nuovo, attraverso la quale era possibile, di giorno, percorrere una via rapida fino alla piazza del Mercato Vecchio, evitando le strade circostanti invase dalle merci delle botteghe e e degli ambulanti.

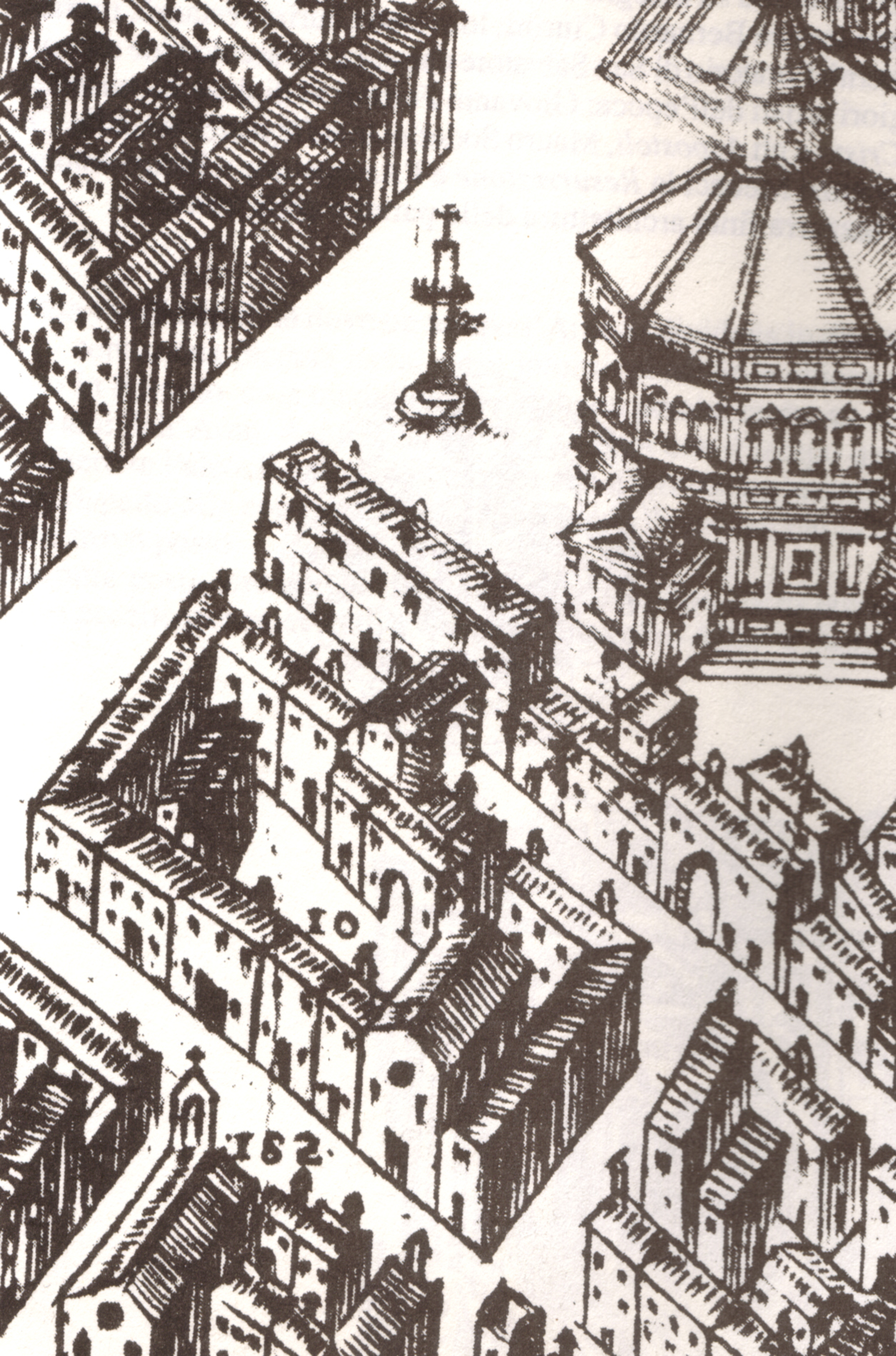
Piazza dell'Olio nella pianta del Buonsignori (1584); vi si vedono i due corpi del palazzo Arcivescovile, San Savalatore e, a sud-ovest, San Ruffillo
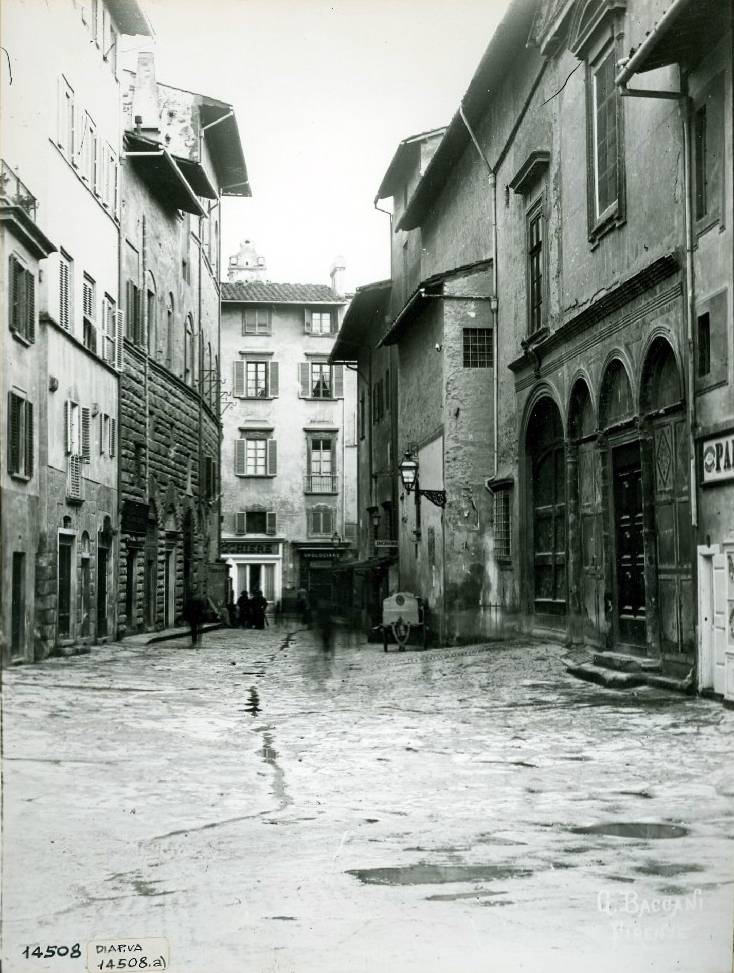
La piazza verso il 1888
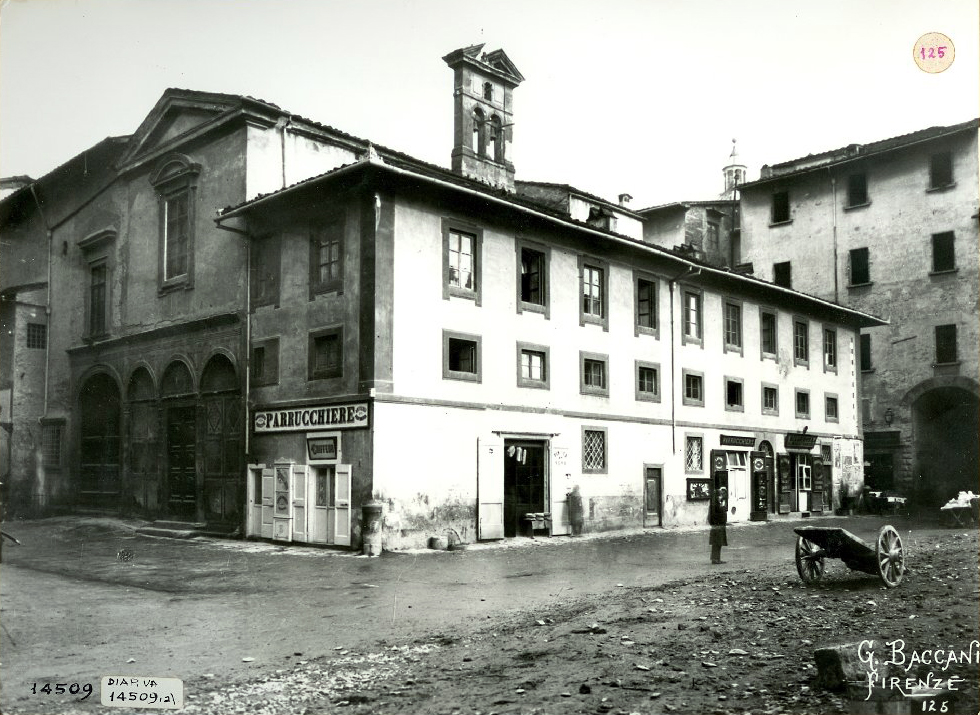
San Salvatore al Vescovo prima della ristrutturazione della fine dell'Ottocento

## Descrizione
Per quanto arteria del tutto secondaria nel sistema della viabilità cittadina, la piazza, pavimentata a lastrico, offre scorci oltremodo suggestivi sulle strade che la fiancheggiano, caratterizzandosi per la presenza di trattorie e attività commerciali storiche.

### Edifici
| Immagine | N°   | Nome                               | Descrizione |
| -------- | ---- | ---------------------------------- | --- |
|          | 1    | Casa Isola                         | Forse originariamente della famiglia dei Del Bembo, la casa fu nel Quattrocento possesso dell'Arcivescovado fiorentino, dal quale era ceduta in affitto. Per quanto rimaneggiata, conserva nella parte inferiore elementi trecenteschi, mentre i due piani superiori hanno carattere quattrocentesco. "E' un edificio di origine antichissima. Nella parte bassa, modernamente rifatta, due piccole antiche porte architravate sormontate da una centina in bozze piane. Sovrastano cinque finestre rettangolari di fattura moderna e, oltre una cornice di ricorso, due ordini di finestre, al primo e al secondo piano, divise da altra cornice tripla, quattrocentesche, con cornice di bozze piane e centina continua. Ai due lati d'ogni finestra si trova un anello portabandiera". Nella "parte bassa, modernamente rifatta", è da riconoscere un intervento di rilettura in senso neomedievale attuato dall'architetto Enrico Dante Fantappiè nel 1926, comprendente anche quello che era il pittoresco allestimento delle sale terrene, che fino agli anni cinquanta del Novecento ospitarono la "Buca di San Ruffillo" (dal nome della chiesa che qui in antico sorgeva), uno dei più noti e frequentati ristoranti fiorentini del tempo. Attualmente l'edificio presenta, come accennato, una facciata organizzata su tre piani (il terreno con mezzanino) per cinque assi. |
|          | 2    | Palazzo Romagnoli                  | La casa, di fondazione duecentesca, era nel Quattrocento tra i possessi dell'Arcivescovado fiorentino. Successivamente fu della famiglia Pucci. Attualmente presenta una facciata organizzata su cinque piani per tre assi. "La parte terrena dell'edificio conserva il carattere antichissimo, ed è a paramento di bozze di pietra con arcate e una piccola porta. Nella parte superiore è stata recentemente ridotta a carattere moderno. Prima di un restauro, nel 1910, conservava le finestre di forma rettangolare con decorazioni di cornici rientranti anziché sporgenti ed era forse uno dei primi esempi di finestre architravate". |
|          | 3    | Palazzo Bezzoli                    | Fu costruito per i Bezzole di Forte Bezzole (poi Bezzoli o Bezzuoli) nei primi anni del Trecento, con l'intervento tradizionalmente riferito di Arnolfo di Cambio. Il palazzo, murato su quattro volte maestre, rispondeva alla nuova tipologia di residenza patrizia privata, con un corpo più ampio della casa-torre, ma caratterizzato ancora da uno sviluppo prettamente verticale; al pian terreno inoltre, tipico delle famiglie con importanti attività mercantili, vennero aperti ampi ambienti con portale ad arco, atti ad ospitare botteghe e fondaci che, tutt'oggi, sono usati per attività commerciali. Sempre secondo la tradizione, una finestra su piazza dell'Olio, segnalata da Guido Carocci, sarebbe stata disegnata da Filippo Brunelleschi. Alla fine del Settecento (e ancora ai primi del successivo) era qui l'albergo dell'Aquila nera, dove alloggiò Wolfgang Amadeus Mozart, durante il suo primo viaggio a Firenze nel 1770, come ricorda una lapide qui apposta nel 2006. In tempi recenti, dal 1918 al 1962, abitò qui lo scrittore e critico Piero Santi. |
|          | 5-6  | Palazzo Arcivescovile              | Si ha notizia di un palazzo dei vescovi posto in questo luogo già prima dell'anno Mille. Distrutto quasi interamente da un incendio nel 1533, fu parzialmente ricostruito nella seconda metà di quel secolo su progetto di Giovanni Antonio Dosio e compiuto nel 1584. Nella sua configurazione originaria era costituito da due grandi corpi di fabbrica separati da una strada interna, via dell'Arcivescovado (essenzialmente in asse con l'attuale via Roma), e collegati da una cavalcavia. In occasione degli interventi di "Risanamento" di fine Ottocento, il corpo di fabbrica che guardava verso San Giovanni fu demolito e il suo fronte ricostruito sulla parte superstite arretrata, reimpiegando per quanto possibile molti degli elementi lapidei originali. Su piazza dell'Olio il fronte è caratterizzato e nobilitato dal fatto di incorporare la facciata della chiesa di San Salvatore al Vescovo e la decorazione attorno a un portone ora per l'accesso carrozzabile, riadattata nel XVII secolo per le carrozze. Qui, a un'estremità, appare seminascosta una mezza colonna simile a quella della facciata della chiesa, che forse appartenne a una specie di portico o loggetta. Nella parte alta della decorazione del portone è uno scudo con l'arme dei Nerli, sormontato da un cappello cardinalizio, da mettere in relazione a una iscrizione di un fregio della trabeazione, che ricorda l'arcivescovo fiorentino Francesco Nerli il Giovane e riporta la data 1677. |
|          | s.n. | Chiesa di San Salvatore al Vescovo | Documentata già nel 1032, ma risalente forse al IX secolo, pare essere stata ricostruita nel 1221. Ha una misurata facciata romanica con tre arcate cieche su semicolonne decorate da specchiature con intarsi marmorei in bianco di Carrara e verde serpentino. Sotto le arcate laterali si trovano sei riquadri per lato, dei quali solo quelli superiori presentano intarsi con un motivo a losanga, sormontati da finestre; sopra al portale si trova poi una lunetta con sette elementi verticali, che probabilmente alludono a sette candelabri da altare. Di squisita fattura i capitelli, rielaboranti modelli corinzi, con al centro, al posto del fiore dell'abaco, un ramoscello attorcigliato a spirale che ricorda, nella forma, un bastone pastorale. Nel complesso, si tratta di un raro esempio del gusto romanico fiorentino, che ha come termini di paragone soltanto la facciata di San Miniato al Monte, il paramento esterno del Battistero e le facciate della Badia Fiesolana e della collegiata di Empoli. |

### Lapidi
Su palazzo Bezzoli si trova una lapide del 2006 che ricorda il soggiorno di Wolfgang Amadeus Mozart nel 1770:
| QUI OVE FU L’ALBERGO DELL’AQUILA NERA WOLFGANG AMADEUS MOZART QUATTORDICENNE SI FERMÒ NELLA PRIMAVERA DEL 1770 NEL PRIMO DEI SUOI TRE VIAGGI IN ITALIA RIVELANDO ALLA CITTÀ DI FIRENZE IL SUO GENIO MUSICALE IL COMUNE DI FIRENZE L’INSTITUT FRANÇAIS DE FLORENCE E GLI AMICI DEL TEATRO DEL MAGGIO MUSICALE FIORENTINO POSERO ADDÌ 30 APRILE 2006 |

A lato della chiesa di San Salvatore si trova poi una lapide che ne ricorda il restauro:
| SAN SALVATORE AL VESCOVO SEC. XI RESTAURO ESEGUITO DAL LIONS CLUB FIRENZE 1987 - 1990 |